# 薩氏花鱂
薩氏花鱂，為輻鰭魚綱鯉齒目鯉齒亞目花鳉科的其中一種，分布於南美洲巴西東北部Parnaíba河及Mearim河流域，屬雜食性，生活習性不明。

## 擴展閱讀
維基物種上的相關：薩氏花鱂